# مسجد میرزا حاجی
مسجد میرزا حاجی مربوط به دوره قاجار است و در نائین، خیابان دکتر طبی، محله کلوان، پلاک ۱۳ واقع شده و این اثر در تاریخ ۲۶ اسفند ۱۳۸۶ با شمارهٔ ثبت ۲۱۸۲۷ به‌عنوان یکی از آثار ملی ایران به ثبت رسیده است.